# ギリーズ・カカ
ギリース・カカ（Gillies Kaka、1990年5月28日 - ）は、ベイ・オブ・プレンティに所属するラグビー選手。

## プロフィール
- ニュージーランド・ニュープリマス出身[1]。
- ポジションはフルバック(FB)。
- 身長 186cm、体重 90kg
- 妻のシーレイ・カカもラグビー選手[2]。
- リオ五輪の7人制ニュージーランド代表に選ばれたことがある[3]。

## 略歴
パーマストンノースボーイズ高校卒業後、エル・サルバドル、ホークスベイを経て、2017年、日野自動車レッドドルフィンズ(現・日野レッドドルフィンズ)に加入。同年9月9日に行われたジャパンラグビートップチャレンジリーグ中国電力戦に先発出場で日本での公式戦初出場を果たす。
2022年、ベイ・オブ・プレンティに加入。